# Jérôme Daille
Pour les articles homonymes, voir Daille.
Jérôme Daille, né le 1er septembre 1965, est un céiste français de slalom. 
Il est médaillé d'or en canoë biplace (C2) par équipe aux Championnats du monde 1987 à Bourg-Saint-Maurice, aux Championnats du monde 1989 à Savage River et aux Championnats du monde 1991 à Tacen.
Il est le vainqueur du classement général de la coupe du monde de slalom (canoë-kayak) en 1989 avec son équipier Gilles Lelièvre.
En 2005 et 2007 il participe et remporte en tant que capitaine la Patagonia Expedition Race, une épreuve sportive sans équivalent dans le monde du raid nature avec ses équipiers Laurent Ardito, Cathy Ardito et Frédéric Charles. Il réalise avec eux les traversées de la péninsule de Brunswick et de la cordillère Darwin situés en Patagonie australe Chilienne.
Professeur de Sport à l'Ecole nationale des sports de montagne, il est le chef du département chargé de la formation des Accompagnateurs en moyenne montagne.
Il est le frère du céiste Bertrand Daille et le père et l’entraîneur du kayakiste Étienne Daille.